# Valea Călugărească
Valea Călugărească là một xã thuộc hạt Prahova, România. Dân số thời điểm năm 2002 là 10549 người.